# Johan Westin den äldre

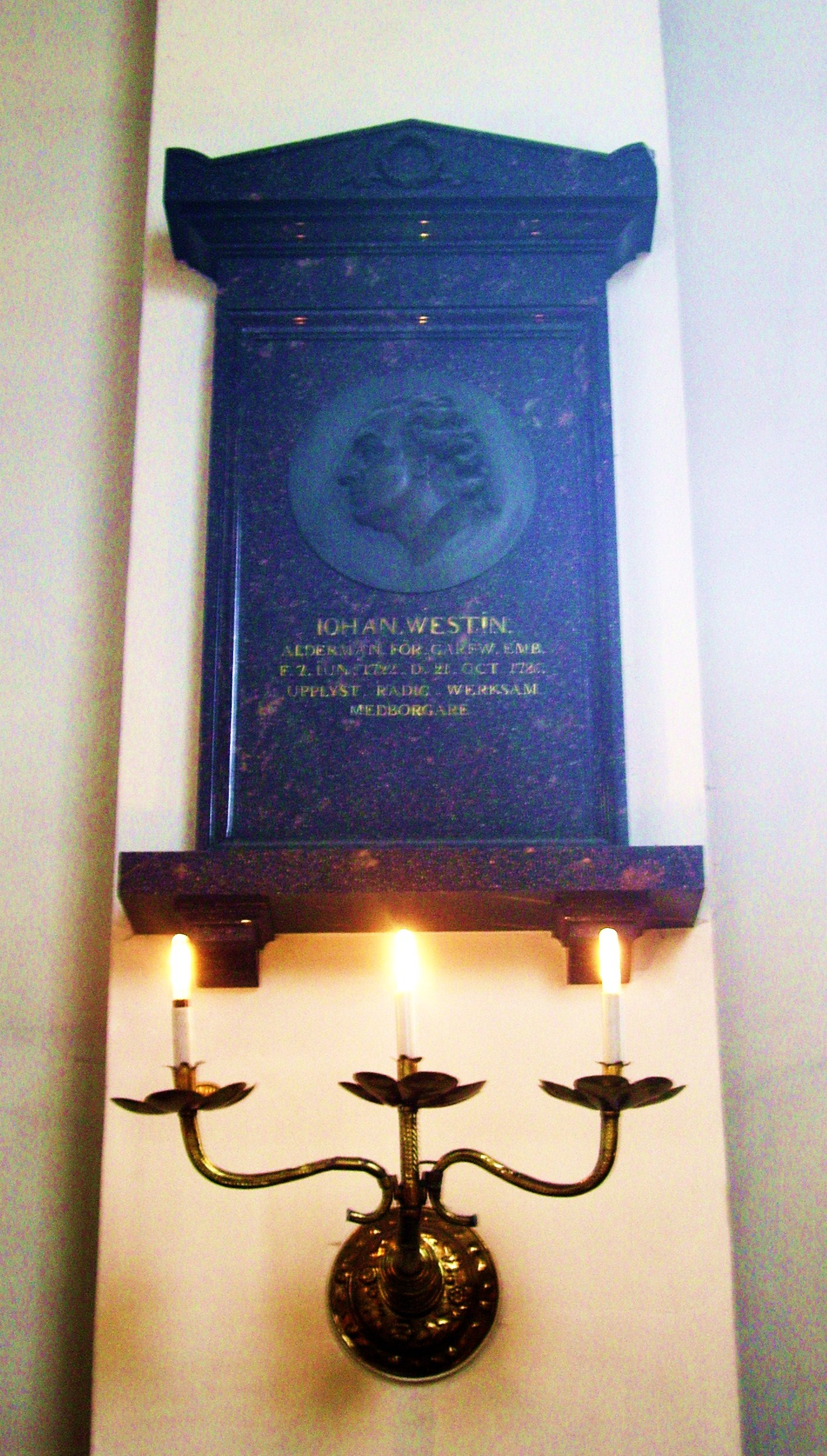
Johan Westins (1722–1786) gravvård i Klara kyrka i Stockholm. Porträttmedaljong på södra väggen.

Johan Westin den äldre, född 7 juni 1722, död 21 oktober 1786 i Stockholm, var en svensk borgare och politiker. Han var far till Johan Westin (1751–1828), som också var politiker.
Westin var från 1748 garvarmästare i Stockholm och blev grundläggaren för en garvardynasti i huvudstaden, han kom senare att tillhöra stadens ledande hantverkararistokrati.
Som politiker vid riksdagarna 1765–1766 och 1771–1772 var han en av mösspartiets mer framstående män. Vid statskuppen 1772 arresterades Westin av Gustav III och han tillhörde senare vid riksdagarna 1778 och 1786 oppositionen mot kungen.
Westin var gift tre gånger, första gången gifte han sig 1749 med Märta Brita Sontag, andra gången 1752 med Ulrika Norström och tredje gången gifte han sig 1774 med Kristina Elisabet Bergklyft.

## Biografi
Johan Westin den äldre sattes 1732 i Västerås storskola, men sändes redan 1736 vid 14 års ålder till Stockholm i garvarelära, enligt hans egna anteckningar kom han "bort till Stockholm att tjena hos en garfvare vid namn Lars Zethelius". 1741 blev han gesäll vid 19 års ålder samt 1748 mästare i yrket, enligt hans egna anteckningar. Mäster Zethelius var då död, men Johan Westin stannade hos änkan.
Jacob Westin skriver själv följande:
"1744 andag påsk blef jag ledig ifrån Mäst. Zethelius hos hvilken jag då har varit i 7½ år och kom till Herr Ålderman Sperling. En garfvare Sperling bodde på slutet af 1720-talet vid Danviken. Namnet egdes för öfrigt af en bagare vid Högbergsgatan, en bryggare vid Götgatan och en kungl. kammarherre, Carl Sperling, som vid nyss nämda tid bodde vid Lilla Nygatan i Bååtska huset i Gamla stan - eller i Hornska huset (eller Gripenhielmska malmgården) på östra Kungsholmen (det blivande Serafimerlasarettet). 5:te dag påsk 1744. — 1745 d. 1 i Maij hvar jag för Embetet Begärandes få äska, då såsom man sa till svar jag skulle vänta ännu en tid efter jag är så ung Gesäll. 1747 d. 23 Maij antog jag mäst:stycket hvarpå jag hos Ramens arbetade ut det till 1748 d. . Maij, uppvistes det och jag blef mästare. Kom sedan till Cassa Mäst: Claes Gilliam till hösten därpå, och sedan till våren 1749 uti Mäster Sperlings gård, hvarifrån jag då flyttade uti Ramens gård."
Sedermera blev Johan Westin garvareålderman och kapten vid borgerskapets infanteri. Borgerskapet i Stockholm stod för försvar och viss vakthållning genom Borgargardet som bestod av såväl infanteri som artilleri och kavalleri.
Som ivrig Mössa gjorde Westin vid 1765–1766 års riksdag sitt inträde i borgarståndet och sattes in i sekreta utskottet samt dess mindre sekreta deputation. Hattarna behärskade valen för Stockholms riksdag till 1769–1770 års riksdag, men vid 1771–1772 års riksdag återfanns Westin på sin gamla plats, även nu ledamot av sekreta utskottet och protokollsdeputationen. I protokollsdeputationen tecknade en av hans kamrater och politiska motståndare, politikern Johan von Engeström (1743–1807), honom så här:
"Westin var här som annorstädes styresman för Mössorna bland borgarståndet, och han var nästan styresman for hela deputationen; åtminstone var det icke görligt att drifva igenom något emot hans vilja. Han var en kvick, kallsinnig och tilltagsen man och talte med lätthet; syntes stundom ganska häftig men var det icke. Affekterade mycken gudaktighet och förledde med skenheliga diskurser folk till allt, hvad han ville. Borgarna voro ej de enda, som lydde hans röst, utan var man säker, att också präster och bönder skulle följa honom."
Hans politiska motståndare Johan von Engeström deltog som ivrig hatt alltifrån 1769–1770 i riksdagarna och utskotten.
"Om hans betydenhet vittnar ock den omständigheten, att han var en av dem, om vilkas personer Gustaf III fann tjänligt att för en kort tid försäkra sig för att trygga 1772 års revolution. Vid 1778 års riksdag, då Westin hade plats i bankoutskottet, synes han ha till en tid försonat sig med konungen, men vid 1786 års riksdag framträder han ånyo som energisk och kraftfull ledare för oppositionen i sitt stånd."
Han avled av slaganfall redan den 21 oktober samma år.

## Släktförhållanden
I december 1749 gifte sig Johan Westin första gången med jungfru Martha Brita Sontag. De köpte tillsammans gården av krigskommissarien Cederholm. Det var huset i nordvästra hörnet av Stora Vattugatan och Klara Västra Kyrkogata, vilket således är Westinska släktens Stockholmska stamgård. Det var först senare som några av den släkten slog sig ned på Kungsholmen den 20 juli 1750. År 1751 flyttade familjen till Sankta Klaras område. Den 8 juni brann samma gård och familjen kom att bo hos Westins svärföräldrar, där hustrun födde sonen Johan Johansson Westin den 14 juli 1751. Denne Johan Westin (1751–1828) blev sedermera ålderman och vice talman i borgarståndet. Hustrun Martha Brita Sontag avled därefter i barnsäng den 29 juli och begravdes den 22 juli 1751. Hösten 1751 flyttade Westin med sin son in i det avbrända och återuppbyggda huset i november månad.
Den 8 september 1752 gifte Johan Westin om sig med jungfru Ulrica Norström. Med henne fick han en son, som föddes den 8 september 1753, men han avled den 27 september och blev begraven den 28 september i Sankta Klara kyrka (Klara kyrka). Av Johan Westins egenhändiga anteckningar erfar man vidare, att hans andra hustru avled 1772 och begrovs med "anständig heder", i Sankta Klara kyrka samt att han 1773 gifte sig för tredje gången, då med jungfru Christina "Stina" Elisabeth Bergklyft. Hon skötte som änka garveriverksamheten fram till att hon 1810 överlät den på sonen. Hon avled 1828, sjuttiosex år gammal, och överlevdes av 9 barn, 43 barnbarn och 34 barnbarnsbarn. Westin hade i dessa tre äktenskap tillsammans femton barn, av hvilka sju döptes av dr Hauswolf. Faddrarna var i allmänhet handelsmän, slaktare, garvare och andra hantverkare, men även statens eller stadens tjänstemän. Då den 1758 födda sonen Jacob Westin den äldre (1758–1829) döptes, voro faddrarna "syster Sophia Christina Hofberg, Mademoiselle Gretastina Degener, herr Notarien Petter Lagerdahl och Bancoskrivaren Carl Ulric Malmberg". Denne Jacob blev far till den bekante åldermannen och hedersdoktorn Jacob Westin den yngre (1810–1880).
Den år 1779 födda sonen Andreas (död 1840) blev far till överintendenten och kongl. teaterdirektören Henrik Westin (Henrik Laurentius Westin (1824–1899). Den 1 juli 1881 efterträdde Henrik Westin hovmarskalk Erik af Edholm som chef för de kungliga teatrarna. Den yngste av Johan Westin den äldres söner var den sedermera bekante konstnären, professor Fredric Westin (1782–1862).
Johan Westin den äldre avled den 21 oktober 1786 i en ålder av 64 år. Han begravdes i Sankta Klara kyrka i Stockholm, där en minnesvärd porträttmedaljong, på södra väggen, till höger från stora dörren, påminner om den rike och ansedde borgaren.

## Släkten Westin
Denna vitt utgrenade släkt, som under en lång tid intog en synnerligen framskjuten och ansedd ställning inom Stockholms borgerskap, leder sitt ursprung från Jan Jansson Brännare, som, gift med Kristina Bengtsdotter, var soldat under Karl XII:s tid och sedermera bodde i Västerås, där han avled 1744. Efter denna ort antogs tillnamnet av sonen.